# Hulu Terengganu
Hulu Terengganu is een district in de Maleisische deelstaat Terengganu.
Het district telt 72.000 inwoners op een oppervlakte van 3900 km².